# Ciclismo nos Jogos Pan-Americanos de 2019 - Madison feminino
A competição do madison feminino foi um dos eventos do ciclismo nos Jogos Pan-Americanos de 2019, em Lima. Foi disputada no Velódromo de la Villa Deportiva Nacional em 4 de agosto.

## Calendário
Horário local (UTC-5).
| Data        | Horário | Fase  |
| ----------- | ------- | ----- |
| 4 de agosto | 11:42   | Final |

## Medalhistas
| Ouro   | USA Kimberly Geist e Christina Birch     |
| Prata  | CAN Miriam Brouwer e Maggie Coles-Lyster |
| Bronze | MEX Lizbeth Vázquez e Jéssica Escapite   |

## Formato da competição
A prova é composta por uma única bateria. A corrida tem 30 km (120 voltas). Os ciclistas competem em pares, com um descansando enquanto o outro corre. As posições são determinadas primeiro pelo número de voltas, depois pelos pontos. Os pontos são concedidos a cada 10 voltas (o primeiro lugar ganha 5, o segundo 3, o terceiro 2 e o quarto 1). Empates em voltas e em pontos são resolvidos com base no último trecho de 20 voltas.

## Resultados
| Pos.              | Atletas                              | Sprints | Sprints | Sprints | Sprints | Sprints | Sprints | Sprints | Sprints | Sprints | Sprints | Sprints | Sprints | Ordem de chegada | Pontos de voltas | Pontos |
| Pos.              | Atletas                              | 1       | 2       | 3       | 4       | 5       | 6       | 7       | 8       | 9       | 10      | 11      | 12      | Ordem de chegada | Pontos de voltas | Pontos |
| ----------------- | ------------------------------------ | ------- | ------- | ------- | ------- | ------- | ------- | ------- | ------- | ------- | ------- | ------- | ------- | ---------------- | ---------------- | ------ |
| Medalha de ouro   | USA Estados Unidos                   | 5       | 3       | 5       | 2       | 3       | 2       |         | 5       | 5       | 3       | 3       | 10      | 1                |                  | 46     |
| Medalha de ouro   | Kimberly Geist e Christina Birch     |         |         |         |         |         |         |         |         |         |         |         |         |                  |                  |        |
| Medalha de prata  | CAN Canadá                           | 2       | 2       | 1       | 5       | 2       | 3       | 5       |         | 3       | 1       | 5       | 6       | 2                |                  | 35     |
| Medalha de prata  | Miriam Brouwer e Maggie Coles-Lyster |         |         |         |         |         |         |         |         |         |         |         |         |                  |                  |        |
| Medalha de bronze | MEX México                           | 3       | 1       | 3       |         | 5       | 5       | 3       | 3       | 2       | 5       | 1       | 4       | 3                |                  | 35     |
| Medalha de bronze | Lizbeth Vázquez e Jéssica Escapite   |         |         |         |         |         |         |         |         |         |         |         |         |                  |                  |        |
| 4                 | COL Colômbia                         | 1       | 5       | 2       | 1       |         |         | 2       | 1       |         |         |         | 2       | 4                |                  | 14     |
| 4                 | Lina Zapata e Jannie Zambrano        |         |         |         |         |         |         |         |         |         |         |         |         |                  |                  |        |
| 5                 | BRA Brasil                           |         |         |         | 3       | 1       | 1       | 1       | 2       | 1       |         | 2       |         | 5                |                  | 11     |
| 5                 | Daniela Lionço e Wellyda Rodrigues   |         |         |         |         |         |         |         |         |         |         |         |         |                  |                  |        |
| 6                 | CUB Cuba                             |         |         |         |         |         |         |         |         |         | 2       |         |         | 6                | -20              | -18    |
| 6                 | Jeydy Bernal e Idaris Trujillo       |         |         |         |         |         |         |         |         |         |         |         |         |                  |                  |        |
| 7                 | CHI Chile                            |         |         |         |         |         |         |         |         |         |         |         |         | 7                | -40              | -40    |
| 7                 | Aranza Villalón e Paula Villalón     |         |         |         |         |         |         |         |         |         |         |         |         |                  |                  |        |
| -                 | ECU Equador                          |         |         |         |         |         |         |         |         |         |         |         |         |                  | -20              | DNF    |
| -                 | Ariadna Teran e Dayana García        |         |         |         |         |         |         |         |         |         |         |         |         |                  |                  |        |
| -                 | TTO Trinidad e Tobago                |         |         |         |         |         |         |         |         |         |         |         |         |                  |                  | DNS    |
| -                 | Alexi Costa e Teniel Campbell        |         |         |         |         |         |         |         |         |         |         |         |         |                  |                  |        |

Legenda
| Recorde mundial                  | Recorde mundial (World record)               |                       | Recorde africano                      | Recorde africano (African) |                                           | Q | Classificado por posição (Qualified) |
| Recorde dos Jogos Pan-Americanos | Recorde pan-americano (Pan-American record)  | Recorde da América    | Recorde da América (Americas)         | q                          | Classificado por melhor tempo (Qualified) |   |                                      |
| Melhor marca do ano              | Melhor marca do ano (World leading)          | Recorde asiático      | Recorde asiático (Asian)              | DNS                        | Não largou (Did not start)                |   |                                      |
| Recorde nacional                 | Recorde nacional (National record)           | Recorde europeu       | Recorde europeu (European)            | DNF                        | Não terminou (Did not finish)             |   |                                      |
| Recorde pessoal                  | Recorde pessoal do atleta (Personal best)    | Recorde da Oceania    | Recorde da Oceania (Oceania)          | DSQ / DQ                   | Desclassificado (Disqualified)            |   |                                      |
| Recorde da temporada             | Recorde da temporada do atleta (Season best) | Recorde sul-americano | Recorde sul-americano (South America) | NM                         | Sem marca (No mark)                       |   |                                      |